# Carex bavicola
Carex bavicola är en halvgräsart som beskrevs av Louis-Florent-Marcel Raymond. Carex bavicola ingår i släktet starrar, och familjen halvgräs.
Artens utbredningsområde är Vietnam. Inga underarter finns listade i Catalogue of Life.